# 2011 w lotnictwie

## Na świecie

### Styczeń

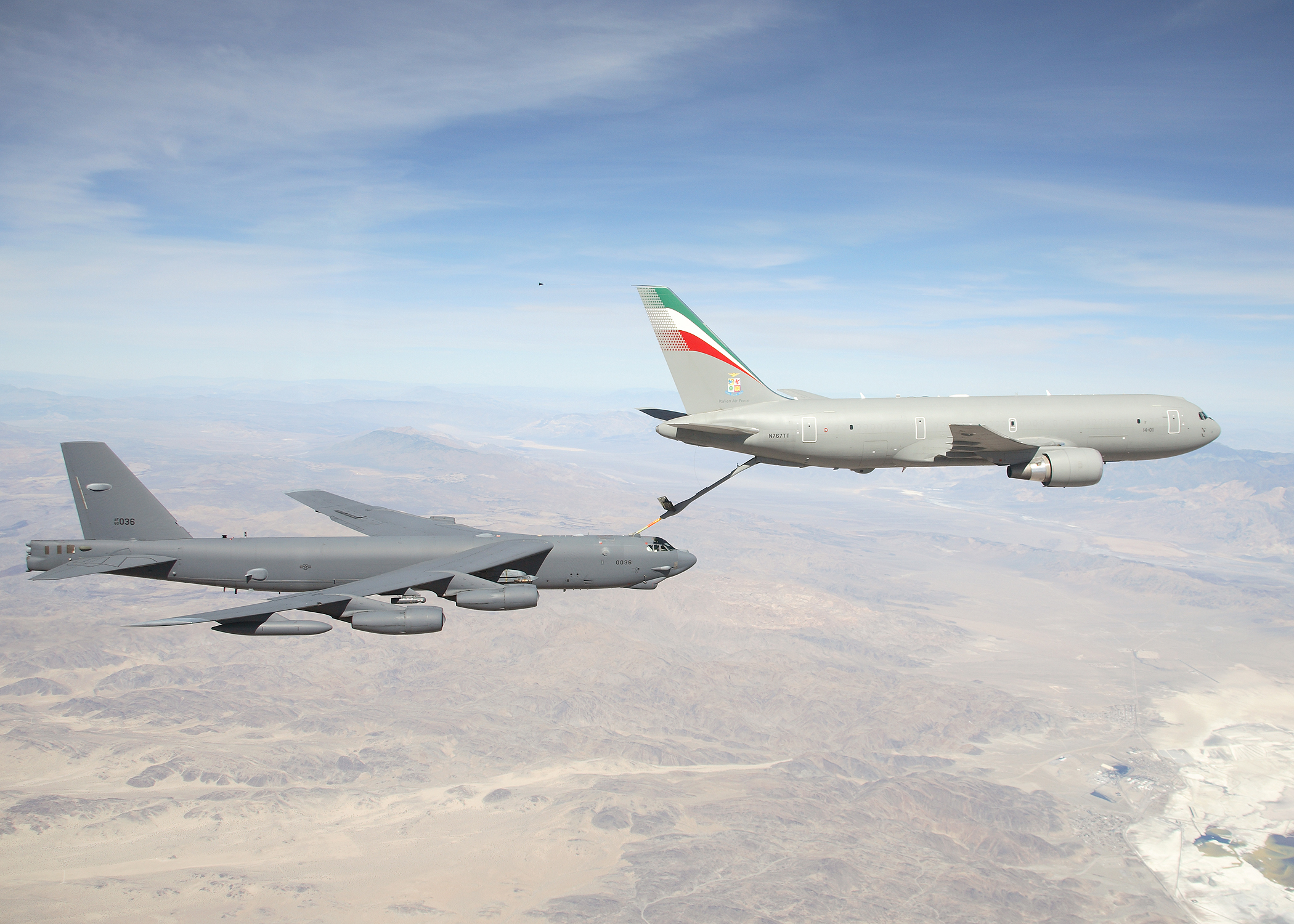
Włoski KC-767 podaje paliwo do B-52

- 11 stycznia - swój dziewiczy lot odbył chiński myśliwiec Chengdu J-20.
- 27 stycznia - we Włoszech uroczyście przekazano pierwszy z samolotów KC-767A[1].

### Luty

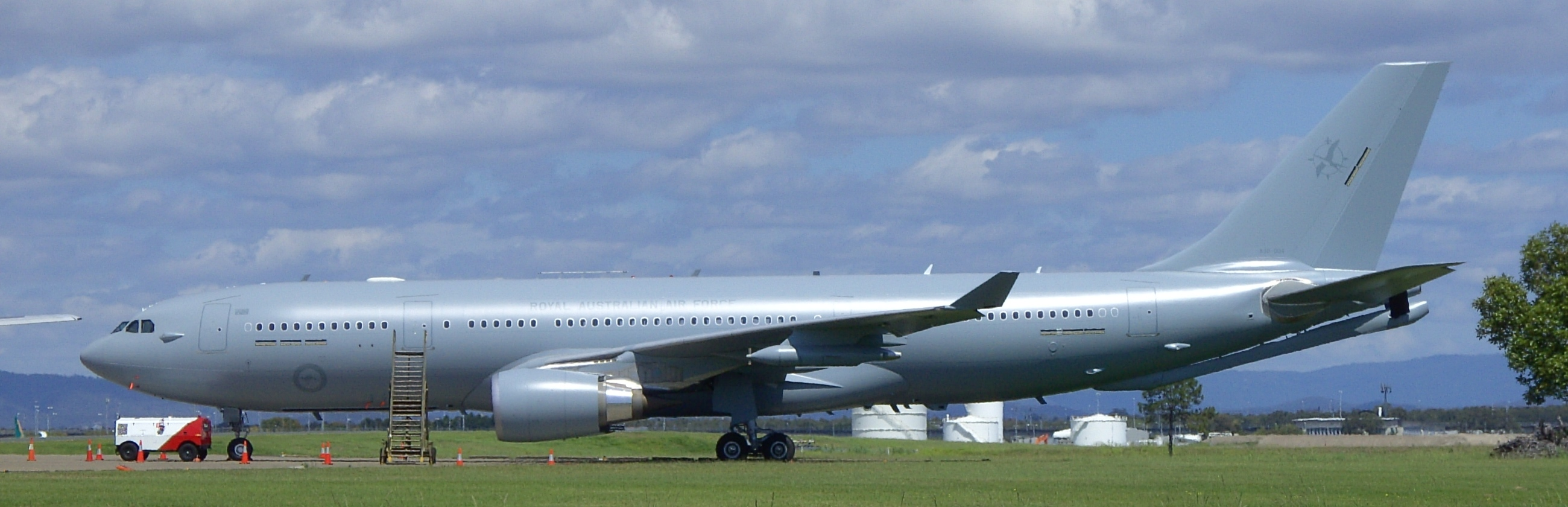
Australijski Airbus A330 MRTT

- 22 lutego - do Tajlandii dotarły pierwsze z zamówionych przez ten kraj samolotów Saab JAS 39 Gripen[2].
- 25 lutego - oblatano pierwszą seryjną maszynę Lockheed F-35 Lightning II[3].

### Marzec

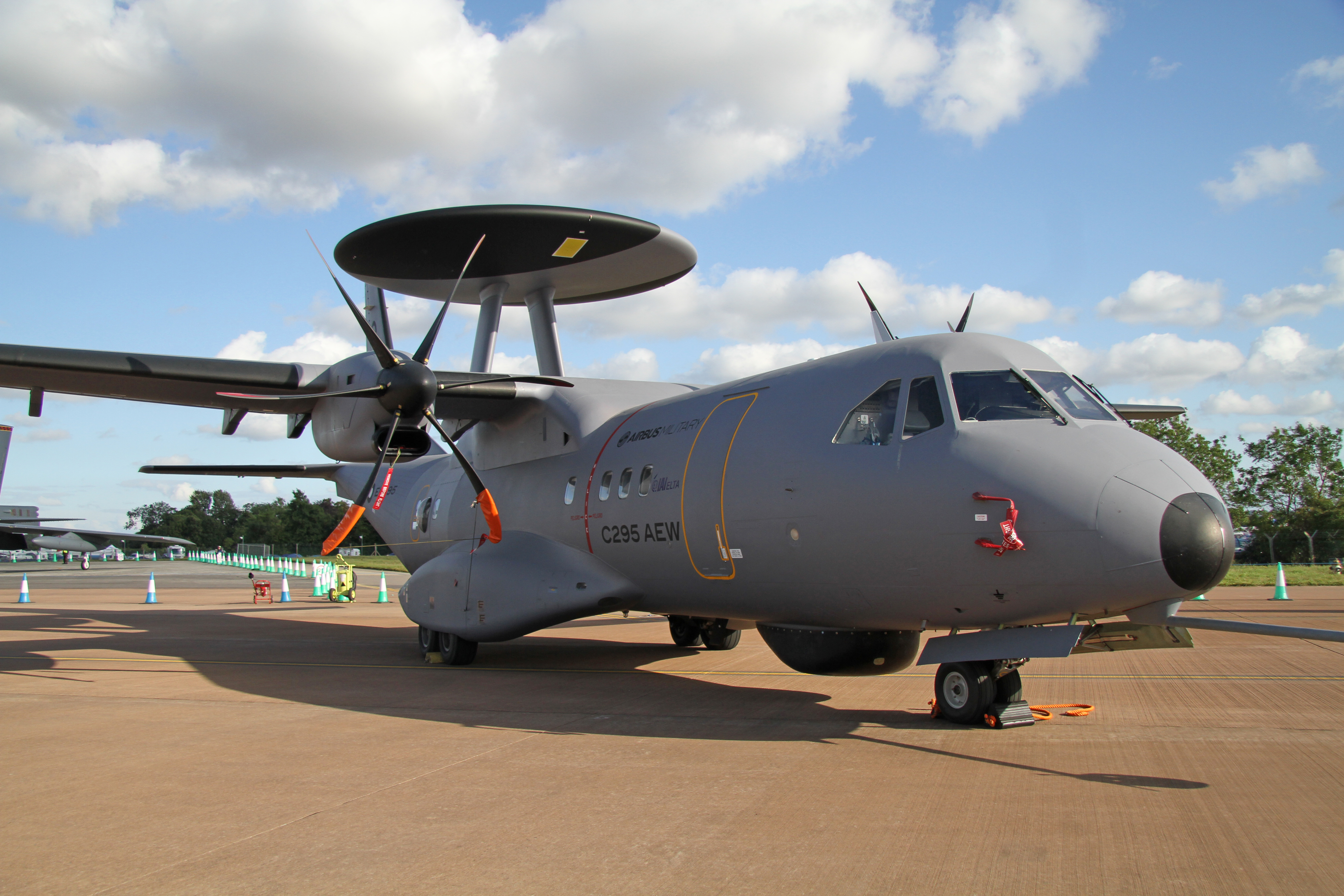
C-295 AEW

- 3 marca -  oblatano drugi egzemplarz samolotu PAK FA.
- 19 marca - rozpoczęła się operacja Odyssey Dawn.
- 20 marca - po raz pierwszy w powietrze wzbił się prototyp samolotu Boeing 747-8 Intercontinental[4].
- 22 marca - Royal Air Force wycofała z użycia ostatnie samoloty Tornado F.3[5].
- 31 marca - do Bułgarii dostarczono ostatni z trzech zamówionych przez ten kraj samolotów transportowych Alenia C-27J Spartan[6].

### Maj

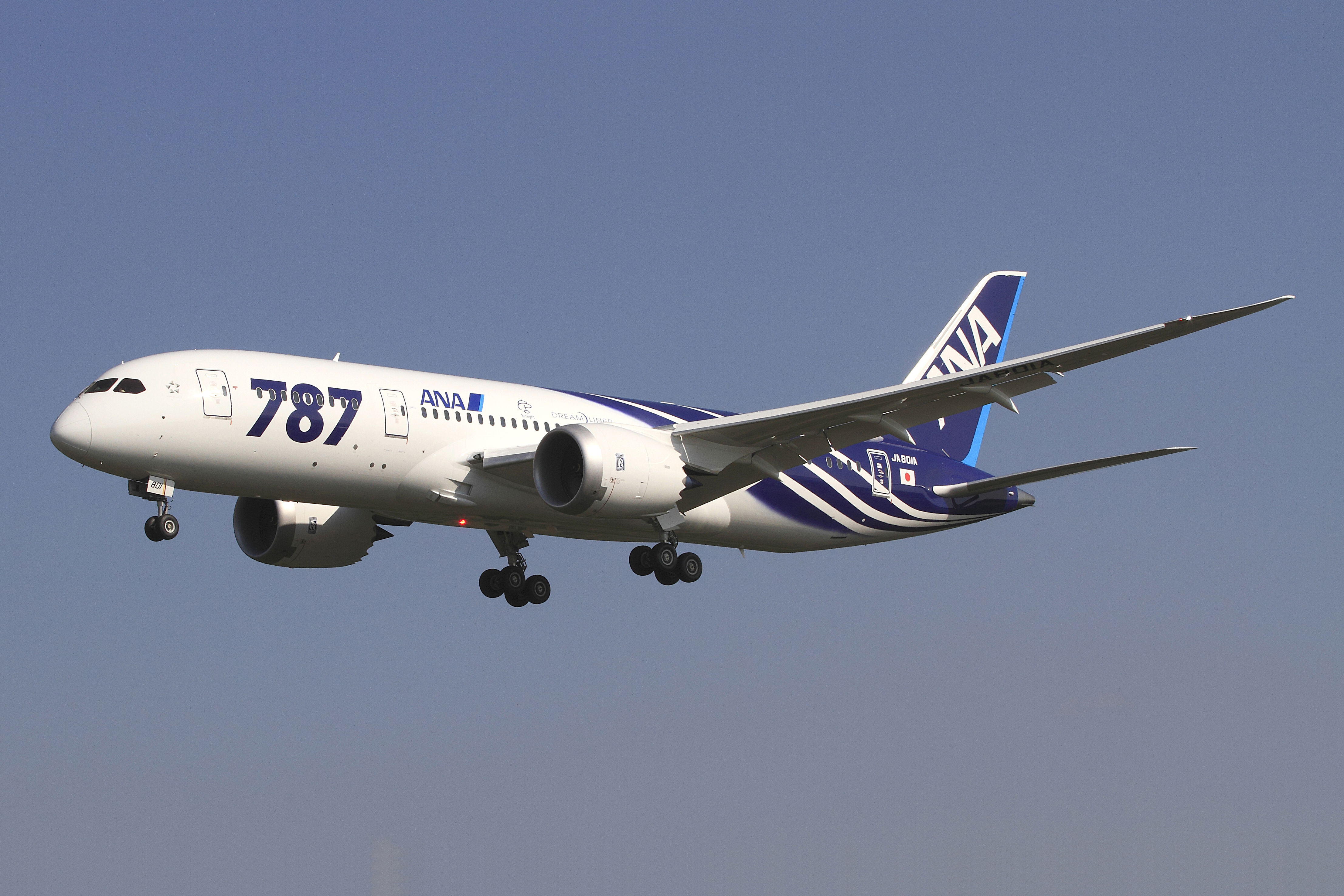
Pierwszy Boeing 787 należący do linii lotniczych ANA

- 13 maja - samolot Solar Impulse wykonał pierwszy międzynarodowy lot.

### Czerwiec
- 1 czerwca - na wyposażenie Royal Australian Air Force wszedł pierwszy samolot Airbus A330 MRTT[7].
- 7 czerwca - oblatano prototyp samolotu C-295M w wersji wczesnego ostrzegania[8].

### Lipiec
- 7 lipca - RAF wycofał ostatnie samoloty Nimrod.
- 7 lipca - oblatano pierwszy seryjny egzemplarz samolotu Boeing P-8 Poseidon[9].
- 21 lipca - po 22 godzinach lotu wylądował w Niemczech pierwszy z pięciu zamówionych przez ten kraj bezzałogowych aparatów latających RQ-4 Global Hawk[10].
- 27 lipca - po raz pierwszy przy użyciu katapulty parowej, wzbił się w powietrze samolot F-35C[11].

### Sierpień

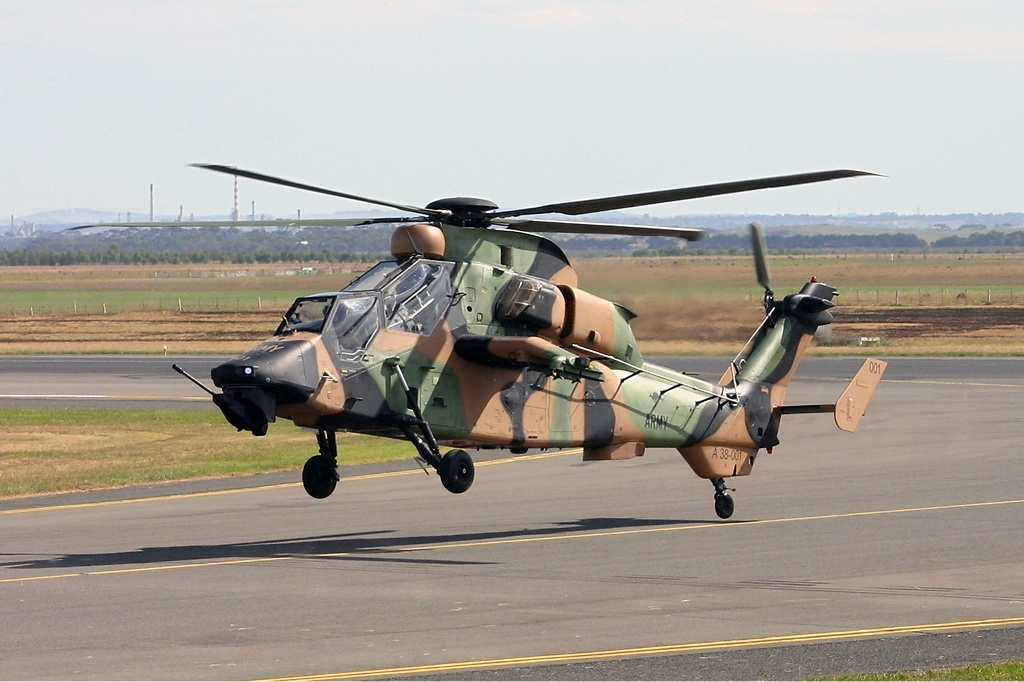
Australijski Eurocopter Tiger

- 2 sierpnia - w Korei wylądował pierwszy z zamówionych przez ten kraj samolotów Boeing 737 AEW&C[12].

### Wrzesień
- 25 września - Boeing przekazał liniom lotniczym All Nippon Airways pierwszą seryjną maszynę Boeing 787. Japońskie linie stały się pierwszym użytkownikiem samolotu na świecie[13].

### Październik
- 11 października - Cargolux odebrał pierwszego Boeinga 747-8F.
- 21 października - Australia przejęła ostatnie z 24 zamówionych samolotów Boeing F/A-18F Super Hornet. Maszyny mają zastąpić samoloty General Dynamics F-111[14].
- 26 października - szwedzkie samoloty Saab JAS 39 Gripen zakończyły swoją misję nad Libią w ramach kontroli strefy zakazu lotów nad tym krajem. Dla szwedzkich maszyn był to bojowy debiut.

### Listopad
- 30 listopada - zwycięzcą przetargu na nowy samolot bojowy dla Szwajcarskich Sił Powietrznych został Saab JAS-39 Gripen.

### Grudzień

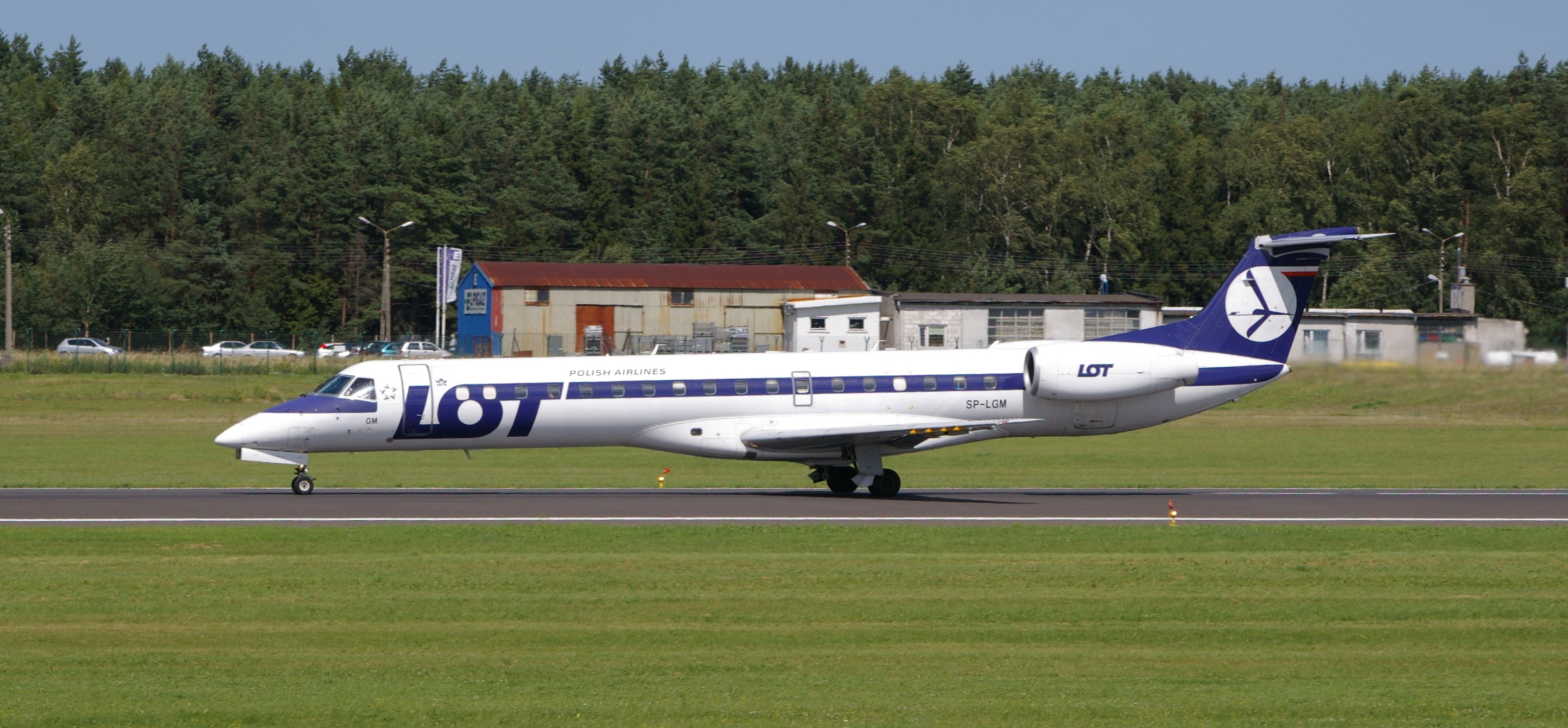
Embraer ERJ-145MP SP-LGM

- 1 grudnia - Australia otrzymała ostatni z zamówionych śmigłowców Eurocopter Tiger.
- 4 grudnia - Iran przechwycił amerykański bezzałogowy samolot rozpoznawczy Lockheed Martin RQ-170 Sentinel.

## W Polsce

### Marzec

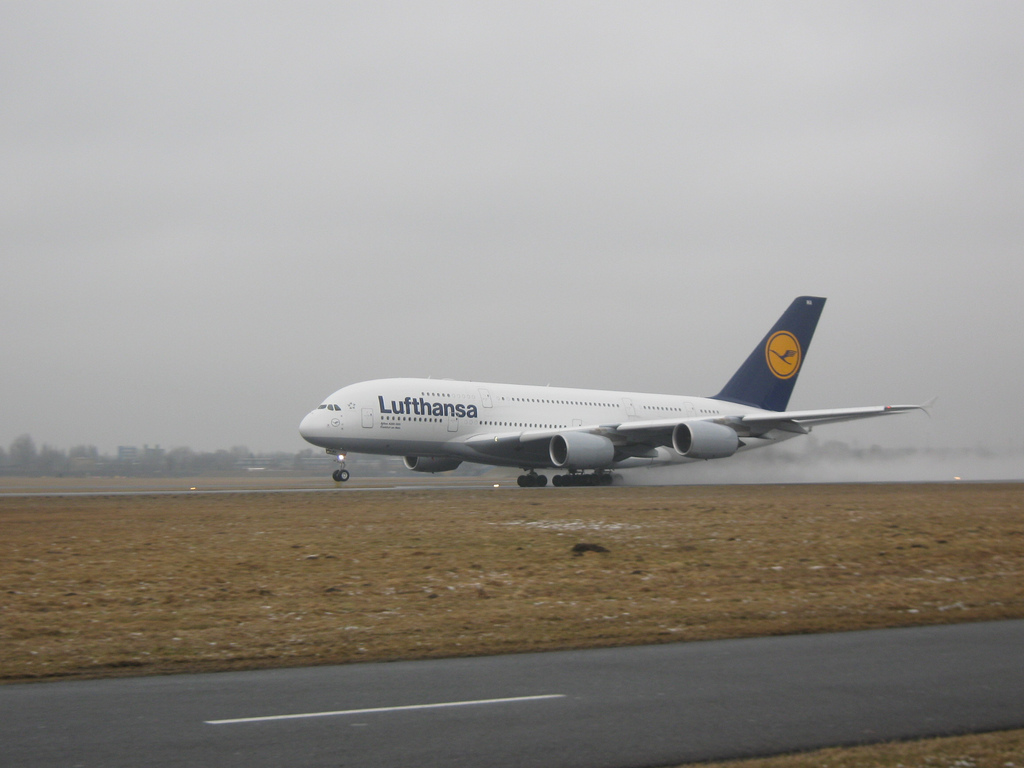
A380 startujący z warszawskiego lotniska

- 18 marca - w Warszawie wylądował po raz pierwszy Airbus A380.
- 31 marca - przekazano pierwszy z ośmiu zamówionych przez Siły Powietrzne samolotów M-28B/PT Bryza.

### Kwiecień

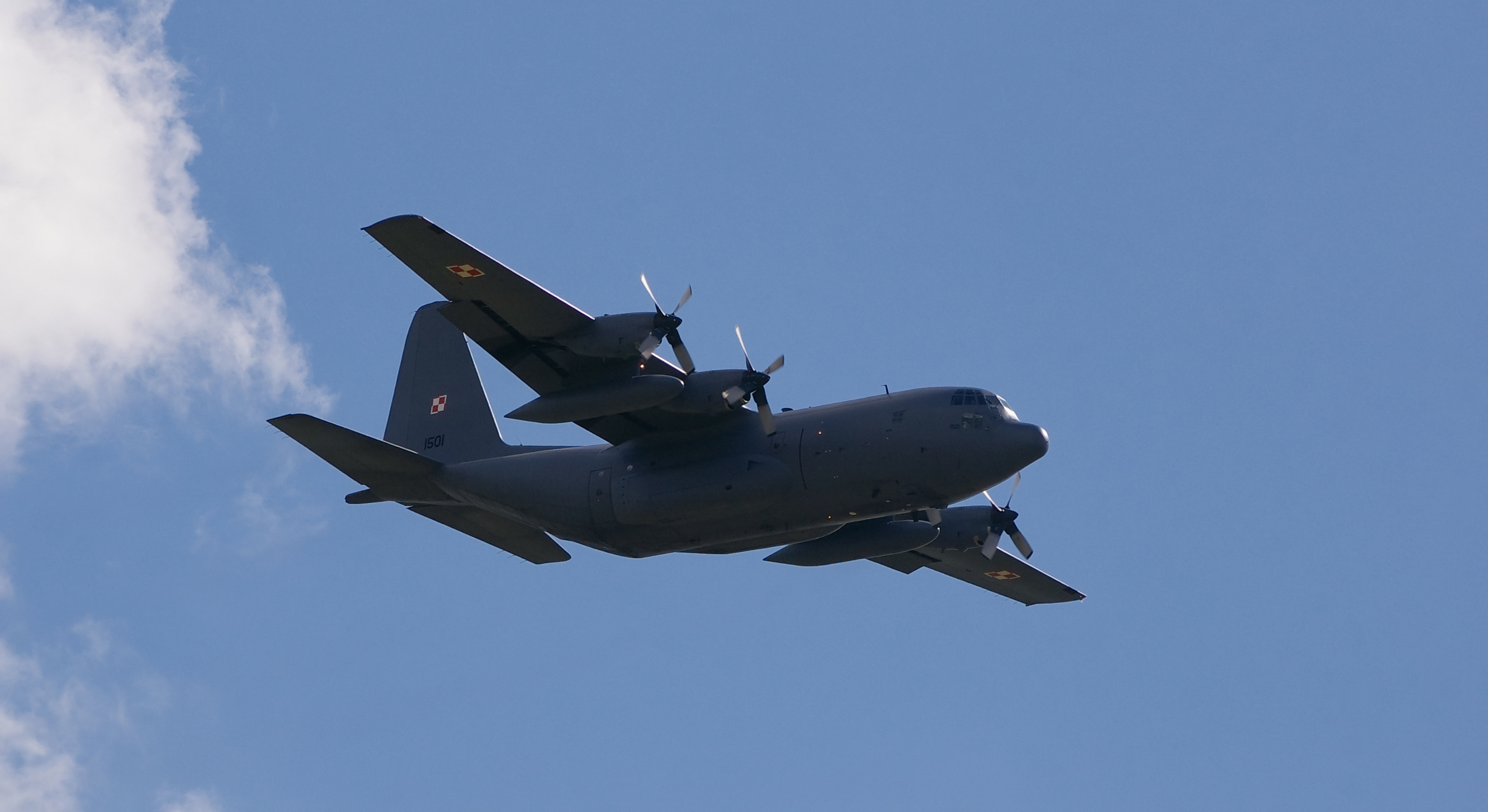
Polski C-130 Hercules

- 11 kwietnia - na Lotnisko Chopina w Warszawie przyleciał pierwszy z zamówionych przez LOT samolotów Embraer 195[15].
- 15 kwietnia - swój ostatni lot rozkładowy w barwach Polskich Linii Lotniczych LOT wykonał ERJ-145[16].

### Maj
- 19 maja - do 33 Bazy Lotnictwa Transportowego przybył kolejny z samolotów C-130E Hercules[17].

### Czerwiec
- 13 czerwca - Polska i Stany Zjednoczone podpisały umowę o stacjonowaniu na terenie kraju personelu United States Air Force i wspólnym korzystaniu z baz sił powietrznych do celów szkoleniowych.
- 24 czerwca - w Warszawie wylądował po raz pierwszy Boeing 787.

### Lipiec
- 2 lipca  - w wytwórni PZL-Świdnik S.A. obchodzono sześćdziesięciolecie istnienia zakładów.

### Październik
- 27 października - Ministerstwo Obrony Narodowej anulowało przetarg na samolot LIFT (Lead-In Fighter Trainer).

### Listopad
- 1 listopada - awaryjne lądowanie Boeinga 767 na warszawski Okęciu. Maszyna lądowała na brzuchu bez wyciągniętego podwozia.